# 岩手県交通巣子車庫
岩手県交通巣子車庫（いわてけんこうつうすごしゃこ）は、岩手県滝沢市にある岩手県交通・滝沢営業所のバス分車庫である。2024年11月より問い合わせ先は滝沢営業所になっている。
- 岩手県交通には「バスターミナル」と呼ばれる組織が存在する。これは一般的に言われる「支所」とほぼ同義のため、車両・運転士を含む職員共に所属が固定されるが、巣子車庫についてはこれに当てはまらないため特記する。

## 所在地
〒020-0611 岩手県滝沢市巣子877番地4

## 沿革
前身は現在の滝沢市役所東部出張所（勤労青少年ホーム）の隣接地に存在した。停留所名称は現在同様「巣子車庫」であったが単なる転回場であった。
- 現在の巣子車庫が設置された当時、停留所名は「北巣子」であった。
- のちに停留所改称が行われ「北巣子」→現「巣子車庫」、旧「巣子車庫」→「葉の木沢」と変更された。
- その後、滝沢村役場東部出張所（勤労青少年ホーム）設置に伴い、停留所名も「東部出張所前」に再度変更されている。

## 所管路線

### 厨川中央線
- 251：（岩手県立大学 - ）巣子車庫 - 富士見団地 - 巣子 - 厨川駅前 - 上堂 - 館坂橋 - 夕顔瀬橋 - 盛岡駅前 - 大通三丁目 - 盛岡バスセンター（ - 茶畑・中野一丁目）
- 252：（岩手県立大学 - ）巣子車庫 - 富士見団地 - 巣子 - 厨川駅前 - 上堂 - 館坂橋 - 夕顔瀬橋 - 盛岡駅前 - 菜園川徳前 - 盛岡バスセンター（ → 茶畑・中野一丁目）
  - 盛岡バスセンター - 茶畑（中野一丁目）間は、実際は盛岡BC→中ノ橋通二丁目→八幡宮前→茶畑→中野一丁目→茶畑十文字→中ノ橋通二丁目→盛岡BCのラケット型循環運行であり、中ノ橋通二丁目→茶畑十文字といった茶畑・中野一丁目を通過する乗車も可能である。ただし、平日のみ運行で、土・日・休日は全便盛岡バスセンター止まりである。
  - 252は平日のみ運行。
  - 岩手県立大学始発便は、全便巣子車庫には停車しない。

## 移管路線

### 滝沢営業所へ移管された路線
滝沢営業所が現在地（滝沢村牧野林）に移転した際、巣子車庫管轄であった以下の系統が滝沢営業所に移管されている。いずれも岩手牧場前を起終点とする便であり、巣子車庫 - 岩手牧場間を回送していたが営業所移転により、滝沢営業所より回送したほうが回送距離が短くなるための移管である。
- 255･256　みたけ中央線
- 260　みたけ東線
- 258･259　みたけ天昌寺線　※移管後、2006年3月廃止

## 廃止路線
巣子地域循環バス
- 巣子駅前 - 長根公民館前（ - 巣子） - 滝沢第二小入口 - 巣子駅前
  - 2006年7月7日：滝沢村からの委託を受け、岩手県北バスと共同で運行開始。
  - 2007年3月31日：利用者低迷により、同日の運行をもって廃止。

巣子循環線
- 巣子駅前→第三富士見団地→滝沢二小入口→巣子中央→勤労青少年ホーム前→巣子駅前
- 2011年7月19日：滝沢村の委託により路線開設。1日5便、平日のみの運行。
- 2015年4月5日：翌日のダイヤ改正により巣子盛岡大学線に系統変更。
- 前身の巣子地域循環バスとは異なり、他路線で使用されている車両の間合いで運行されていた。

厨川中央線
- 253：巣子車庫 - 巣子 - 上堂 - 館坂橋 - 夕顔瀬橋 - 岩手高校前 - 盛岡バスセンター - 茶畑（中野一丁目）
  - 2006年12月8日：同日の運行をもって廃止。

巣子滝沢線
- 261：岩手県立大学 - 巣子車庫 - 富士見団地 - 巣子 - 岩手牧場前 - 北陵団地入口 - 滝沢営業所 - 滝沢村役場
  - 2006年4月1日：滝沢営業所 - 滝沢村役場間を廃止、経路変更し「巣子イオン盛岡SC線」に改編。

巣子イオンモール盛岡線
- 261：岩手県立大学 - 巣子車庫 - 富士見団地 - 巣子 - 岩手牧場前 - 雇用住宅前 - 滝沢営業所 - 盛岡北高前 - 青山三丁目 - 月が丘二丁目 - 長橋中央 - イオンモール盛岡
  - 2008年5月：施設名称変更に伴い、路線名称を「巣子イオン盛岡SC線」より変更。
  - 2011年4月3日：路線短縮のうえ、「滝沢・イオンモール盛岡線」への改編・滝沢営業所へ移管に伴い、同日の運行をもって一部廃止。太字は「滝沢・イオンモール盛岡線」として現在でも運行している区間。

滝沢駅・盛岡大学線
- 270：盛岡大学 - 家畜保健所前-岩手産業文化センター 南口 - 岩手県立大学 - 滝沢駅前(平日)
- 270：盛岡大学 - 盛農入口 - 岩手産業文化センター - 岩手産業文化センター南口 - 岩手県立大学 - 滝沢駅前(土・日・休日)
- 201x年：系統新設
- 2012年9月7日：アピオ南口停留所新設（但し、アピオまでは徒歩10分程度要する）
- 2014年9月：土・日・休日に限り、全便がアピオ前まで乗り入れ開始。
- 2023年3月31日をもって廃止。
  - 全区間において、松園営業所管轄の「松園・盛岡大学線」と重複し、同路線の区間運転便ともいえる運行形態となっている。
  - 平日朝の通学時間帯の盛岡大学行は、盛岡大学構内まで乗り入れていた（他の便は正門脇のバス乗り場より発着する）。

巣子箱清水線
- 229：岩手県立大学 - 巣子車庫(復路のみ停車) - 富士見団地 - 巣子 - 厨川駅前 - 三馬橋 - 箱清水 - 三高前 - 高松の池口 - ☆ - 中央郵便局前 - 県庁・市役所前 - 盛岡バスセンター
  - ☆区間は往路（盛岡BC行）では上田二丁目北→県立中央病院前→仁王小学校前経由、復路（巣子方面行）では本町通三丁目→一高前→岩手大学前経由と経路が異なるので注意が必要。
  - 往路は巣子車庫には停車しない。

- 2008年7月：路線新設。
- 2012年4月：岩手県立大学 - 盛岡大学間を一部便において延伸。
- 2023年3月31日をもって岩手県立大学 - 盛岡大学間を廃止。平日のみ運行となる。
- 2024年3月29日をもって廃止。

巣子県立大学線
- 巣子車庫 - 第三富士見団地 - 滝沢二小入口 - 巣子中央 - 勤労青少年ホーム前 - 巣子駅前 - 岩手県立大学
  - 2015年4月7日：巣子循環線の系統変更にて誕生。平日のみ運行で、往路は午前1本、復路は午後2本。

- 2023年3月31日をもって岩手県立大学 - 盛岡大学間を廃止。岩手県立大学休校日も運休対象に加わる。
- 2024年3月5日をもって廃止。

滝沢駅・県立大学線
- 270： 岩手県立大学 - 滝沢駅前
  - 2023年4月1日：岩手県立大学 - 盛岡大学間を廃止による改編により、系統新設。平日のみ運行となると同時に岩手県立大学休校日も運休対象に加わる。
  - 2024年3月5日の運行をもって廃止。

## 外部サイト
- 滝沢営業所 巣子車庫管内路線図 - 岩手県交通公式サイト、令和3年（2021年）4月現在、同年6月11日閲覧